# Eccellenza Friuli-Venezia Giulia 2007-2008
Il campionato italiano di calcio di Eccellenza regionale 2007-2008 è stato il diciassettesimo organizzato in Italia. Rappresenta il sesto livello del calcio italiano.
Questo è il girone organizzato dal comitato regionale della regione Friuli-Venezia Giulia.

## Stagione
Al campionato di Eccellenza del Friuli Venezia Giulia 2007-08 partecipano 16 squadre:
- 12 hanno mantenuto la categoria: Azzanese, Gonars, Juventina, Manzanese, Monfalcone, Muggia, Palmanova, Sevegliano, Tolmezzo, Tricesimo, Union 91 e Vesna
- 1 è stata retrocessa dalla Serie D : Pordenone
- 3 sono state promosse dalla Promozione : Casarsa e Torviscosa (vincitrici dei gironi), e Fincantieri dai play-off

## Squadre partecipanti
| Squadra                   | Città (provincia)                         |
| ------------------------- | ----------------------------------------- |
| A.S. Azzanese             | Azzano Decimo (PN)                        |
| S.A.S. Casarsa            | Casarsa della Delizia (PN)                |
| A.S. Comunale Gonars      | Gonars (UD)                               |
| A.R. Fincantieri          | Monfalcone (GO)                           |
| A.S. Juventina            | Sant'Andrea di Gorizia                    |
| U.S. Manzanese            | Manzano (UD)                              |
| A.C. Monfalcone           | Monfalcone (GO)                           |
| A.S. Muggia               | Muggia (TS)                               |
| A.C. Palmanova            | Palmanova (UD)                            |
| Pordenone Calcio          | Pordenone                                 |
| U.S. Sevegliano           | Sevegliano (Bagnaria Arsa) (UD)           |
| U.C. Prix Tolmezzo Carnia | Tolmezzo (UD)                             |
| A.S.D. Torviscosa         | Torviscosa (UD)                           |
| A.S. Tricesimo            | Tricesimo (UD)                            |
| A.C. Union 91             | Percoto e Lauzacco Pavia di Udine di (UD) |
| S.S. Vesna                | Santa Croce di Trieste                    |

### Classifica finale
|  | Pos. | Squadra             | Pt | G  | V  | N  | P  | GF | GS | DR  |
|  | ---- | ------------------- | -- | -- | -- | -- | -- | -- | -- | --- |
|  | 1.   | Pordenone           | 68 | 30 | 21 | 5  | 4  | 60 | 26 | +34 |
|  | 2.   | Manzanese           | 54 | 30 | 16 | 6  | 8  | 45 | 24 | +21 |
|  | 3.   | Monfalcone          | 47 | 30 | 11 | 14 | 5  | 32 | 22 | +10 |
|  | 4.   | Sevegliano          | 45 | 30 | 11 | 12 | 7  | 30 | 22 | +8  |
|  | 5.   | Muggia              | 44 | 30 | 13 | 5  | 12 | 47 | 37 | +10 |
|  | 6.   | Torviscosa          | 43 | 30 | 11 | 10 | 9  | 31 | 32 | -1  |
|  | 7.   | Tricesimo           | 40 | 30 | 10 | 10 | 10 | 37 | 39 | -2  |
|  | 8.   | Gonars              | 37 | 30 | 9  | 10 | 11 | 30 | 34 | -4  |
|  | 9.   | Azzanese            | 37 | 30 | 9  | 10 | 11 | 35 | 40 | -5  |
|  | 10.  | Casarsa             | 36 | 30 | 9  | 9  | 12 | 31 | 34 | -3  |
|  | 11.  | Tolmezzo            | 36 | 30 | 9  | 9  | 12 | 28 | 40 | -12 |
|  | 12.  | Palmanova           | 34 | 30 | 9  | 7  | 14 | 39 | 46 | -7  |
|  | 13.  | Fincantieri         | 34 | 30 | 8  | 10 | 12 | 26 | 37 | -11 |
|  | 14.  | Union 91            | 32 | 30 | 7  | 11 | 12 | 37 | 41 | -4  |
|  | 15.  | Vesna               | 32 | 30 | 6  | 14 | 10 | 32 | 38 | -6  |
|  | 16.  | Juventina S. Andrea | 27 | 30 | 7  | 6  | 17 | 17 | 45 | -28 |

## Risultati

### Calendario
| andata       | 1ª giornata          | ritorno      |
| 23 set. 2007 |                      | 20 gen. 2008 |
| 3-0          | Azzanese-Palmanova   | 3-3          |
| 0-1          | Casarsa-Gonars       | 1-1          |
| 0-1          | Juventina-Pordenone  | 0-2          |
| 1-0          | Monfalcone-Muggia    | 1-1          |
| 1-1          | Sevegliano-Tricesimo | 1-0          |
| 0-2          | Tolmezzo-Union 91    | 2-2          |
| 1-0          | Torviscosa-Manzanese | 1-3          |
| 0-2          | Vesna-Fincantieri    | 1-1          |

| andata       | 4ª giornata           | ritorno      |
| 14 ott. 2007 |                       | 10 feb. 2008 |
| 1-1          | Azzanese-Casarsa      | 0-1          |
| 0-1          | Gonars-Tolmezzo       | 1-3          |
| 0-2          | Fincantieri-Juventina | 0-0          |
| 1-0          | Manzanese-Monfalcone  | 0-0          |
| 0-2          | Palmanova-Torviscosa  | 2-1          |
| 2-1          | Pordenone-Sevegliano  | 1-0          |
| 2-1          | Union 91-Muggia       | 0-4          |
| 1-1          | Vesna-Tricesimo       | 1-1          |

| andata      | 7ª giornata            | ritorno     |
| 4 nov. 2007 |                        | 2 mar. 2008 |
| 1-1         | Juventina-Vesna        | 2-0         |
| 2-1         | Monfalcone-Palmanova   | 2-1         |
| 1-2         | Muggia-Gonars          | 1-0         |
| 0-3         | Sevegliano-Fincantieri | 2-0         |
| 1-1         | Tolmezzo-Azzanese      | 1-2         |
| 2-2         | Torviscosa-Casarsa     | 1-0         |
| 2-0         | Tricesimo-Pordenone    | 1-3         |
| 0-1         | Union 91-Manzanese     | 1-3         |

| andata       | 10ª giornata          | ritorno      |
| 25 nov. 2007 |                       | 30 mar. 2008 |
| 1-0          | Azzanese-Muggia       | 0-2          |
| 0-1          | Casarsa-Monfalcone    | 0-0          |
| 2-2          | Gonars-Manzanese      | 0-2          |
| 1-2          | Fincantieri-Pordenone | 0-4          |
| 1-1          | Juventina-Tricesimo   | 2-4          |
| 2-1          | Palmanova-Union 91    | 1-2          |
| 0-2          | Torviscosa-Tolmezzo   | 0-1          |
| 0-0          | Vesna-Sevegliano      | 0-1          |

| andata       | 13ª giornata          | ritorno      |
| 16 dic. 2007 |                       | 20 apr. 2008 |
| 4-2          | Gonars-Palmanova      | 1-0          |
| 2-1          | Manzanese-Azzanese    | 1-3          |
| 0-0          | Monfalcone-Tolmezzo   | 1-1          |
| 3-0          | Muggia-Torviscosa     | 2-2          |
| 5-1          | Pordenone-Vesna       | 2-0          |
| 0-0          | Sevegliano-Juventina  | 1-0          |
| 1-1          | Tricesimo-Fincantieri | 2-1          |
| 0-1          | Union 91-Casarsa      | 1-1          |

| andata       | 2ª giornata         | ritorno      |
| 30 set. 2007 |                     | 27 gen. 2008 |
| 0-0          | Gonars-Torviscosa   | 0-0          |
| 3-1          | Fincantieri-Casarsa | 1-0          |
| 5-0          | Manzanese-Juventina | 0-1          |
| 2-1          | Muggia-Sevegliano   | 2-1          |
| 3-5          | Palmanova-Vesna     | 1-0          |
| 2-1          | Pordenone-Tolmezzo  | 4-0          |
| 2-0          | Tricesimo-Azzanese  | 0-0          |
| 1-4          | Union 91-Monfalcone | 0-0          |

| andata       | 5ª giornata          | ritorno      |
| 21 ott. 2007 |                      | 17 feb. 2008 |
| 1-1          | Casarsa-Vesna        | 2-5          |
| 0-4          | Juventina-Palmanova  | 0-0          |
| 1-1          | Monfalcone-Gonars    | 1-0          |
| 3-0          | Muggia-Pordenone     | 0-3          |
| 0-1          | Sevegliano-Manzanese | 2-1          |
| 0-2          | Tolmezzo-Fincantieri | 0-2          |
| 1-0          | Torviscosa-Azzanese  | 1-0          |
| 3-1          | Tricesimo-Union 91   | 3-3          |

| andata       | 8ª giornata          | ritorno     |
| 11 nov. 2007 |                      | 9 mar. 2008 |
| 1-1          | Azzanese-Monfalcone  | 2-1         |
| 0-1          | Casarsa-Juventina    | 1-0         |
| 0-1          | Gonars-Union 91      | 1-5         |
| 1-5          | Fincantieri-Muggia   | 0-0         |
| 2-1          | Manzanese-Pordenone  | 1-0         |
| 0-0          | Palmanova-Sevegliano | 1-3         |
| 2-0          | Torviscosa-Tricesimo | 2-2         |
| 1-1          | Vesna-Tolmezzo       | 1-1         |

| andata      | 11ª giornata          | ritorno     |
| 2 dic. 2007 |                       | 6 apr. 2008 |
| 5-0         | Manzanese-Fincantieri | 0-0         |
| 0-0         | Monfalcone-Torviscosa | 3-2         |
| 2-2         | Muggia-Vesna          | 0-2         |
| 2-2         | Pordenone-Palmanova   | 3-3         |
| 1-1         | Sevegliano-Casarsa    | 0-0         |
| 1-1         | Tolmezzo-Juventina    | 3-1         |
| 0-2         | Tricesimo-Gonars      | 0-0         |
| 2-3         | Union 91-Azzanese     | 1-1         |

| andata       | 14ª giornata          | ritorno      |
| 23 dic. 2007 |                       | 28 apr. 2002 |
| 0-0          | Azzanese-Gonars       | 1-4          |
| 0-1          | Casarsa-Pordenone     | 1-2          |
| 0-2          | Juventina-Muggia      | 0-1          |
| 1-1          | Monfalcone-Tricesimo  | 3-1          |
| 1-0          | Palmanova-Fincantieri | 2-1          |
| 1-2          | Tolmezzo-Sevegliano   | 0-2          |
| 1-0          | Torviscosa-Union 91   | 2-2          |
| 0-0          | Vesna-Manzanese       | 2-0          |

| andata      | 3ª giornata            | ritorno     |
| 7 ott. 2007 |                        | 3 feb. 2008 |
| 3-1         | Casarsa-Palmanova      | 2-0         |
| 2-1         | Juventina-Gonars       | 0-2         |
| 1-1         | Monfalcone-Pordenone   | 1-2         |
| 1-1         | Sevegliano-Union 91    | 0-0         |
| 0-0         | Tolmezzo-Manzanese     | 0-3         |
| 1-0         | Torviscosa-Fincantieri | 0-3         |
| 1-3         | Tricesimo-Muggia       | 3-2         |
| 0-0         | Vesna-Azzanese         | 0-2         |

| andata       | 6ª giornata            | ritorno      |
| 28 ott. 2007 |                        | 24 feb. 2008 |
| 4-0          | Azzanese-Juventina     | 2-0          |
| 2-3          | Casarsa-Tricesimo      | 0-1          |
| 0-0          | Gonars-Sevegliano      | 1-1          |
| 1-0          | Fincantieri-Monfalcone | 0-2          |
| 2-1          | Manzanese-Muggia       | 2-3          |
| 3-1          | Palmanova-Tolmezzo     | 0-1          |
| 0-0          | Pordenone-Union 91     | 2-1          |
| 2-2          | Vesna-Torviscosa       | 0-1          |

| andata       | 9ª giornata          | ritorno      |
| 18 nov. 2007 |                      | 16 mar. 2008 |
| 1-0          | Juventina-Torviscosa | 0-1          |
| 1-0          | Monfalcone-Vesna     | 1-1          |
| 1-4          | Muggia-Palmanova     | 0-0          |
| 2-0          | Pordenone-Gonars     | 1-0          |
| 4-0          | Sevegliano-Azzanese  | 2-0          |
| 0-0          | Tolmezzo-Casarsa     | 1-2          |
| 0-2          | Tricesimo-Manzanese  | 1-0          |
| 0-1          | Union 91-Fincantieri | 0-0          |

| andata      | 12ª giornata          | ritorno      |
| 9 dic. 2007 |                       | 13 apr. 2008 |
| 1-5         | Azzanese-Pordenone    | 1-2          |
| 2-1         | Casarsa-Muggia        | 2-0          |
| 2-3         | Fincantieri-Gonars    | 1-1          |
| 2-1         | Juventina-Monfalcone  | 0-1          |
| 0-0         | Palmanova-Manzanese   | 1-2          |
| 2-1         | Tolmezzo-Tricesimo    | 1-0          |
| 2-0         | Torviscosa-Sevegliano | 1-2          |
| 1-0         | Vesna-Union 91        | 2-2          |

| andata       | 15ª giornata          | ritorno     |
| 13 gen. 2008 |                       | 4 mag. 2008 |
| 2-1          | Gonars-Vesna          | 0-2         |
| 1-1          | Fincantieri-Azzanese  | 1-1         |
| 3-1          | Manzanese-Casarsa     | 1-3         |
| 0-1          | Muggia-Tolmezzo       | 4-1         |
| 3-0          | Pordenone-Torviscosa  | 2-2         |
| 1-1          | Sevegliano-Monfalcone | 0-0         |
| 1-0          | Tricesimo-Palmanova   | 0-1         |
| 2-0          | Union 91-Juventina    | 4-0         |

## Fase Regionale Coppa Italia Dilettanti
La coppa è stata vinta dal Sevegliano che in finale ha battuto la Manzanese ai rigori dopo che al 90' minuto il risultato era rimasto sullo 0-0.